# دام توسیدید
دامِ توسیدید یا تلهٔ توسیدید (انگلیسی: Thucydides Trap)، که به آن دام توکیدیدس نیز گفته می‌شود، اصطلاحی است که گراهام تی آلیسون، دانشمند علوم سیاسی آمریکایی، برای توصیف گرایش آشکار به جنگ؛ هنگامی که یک قدرت نوظهور، یک قدرت بزرگ را به عنوان یک هژمونی منطقه‌ای یا بین‌المللی تهدید می‌کند، رواج داد. این نام در درجه اول برای توصیف درگیری بالقوه بین ایالات متحده و جمهوری خلق چین ساخته شد و هنوز استفاده می‌شود.
این اصطلاح بر اساس نقل بیانی از توسیدید مورخ و ژنرال نظامی آتن باستان است که می‌گوید: جنگ پلوپونز بین آتن و اسپارت به دلیل ترسی که اسپارت‌ها از رشد قدرت آتن می‌داشته‌اند اجتناب ناپذیر بوده‌است.
گراهام آلیسون با حمایت از این تز، مطالعه‌ای را در مرکز علوم و امور بین‌الملل بلفر دانشگاه هاروارد انجام داد که نشان داد از میان ۱۶ نمونه تاریخی یک قدرت نوظهور رقیب قدرت حاکم، ۱۲ مورد به جنگ ختم شده‌است. با این حال، این بررسی مورد انتقادهای قابل توجهی قرار گرفته‌است و نظرهای دانشمندانه در مورد صحت تله توسیدید - به‌ویژه در رابطه با یک درگیری نظامی احتمالی ایالات متحده و چین - اختلاف است.

## منشأ
این اصطلاح توسط دانشمند سیاسی آمریکایی گراهام آلیسون در مقاله‌ای در سال ۲۰۱۲ برای فایننشال تایمز مطرح شد. براساس نقل قول توسیدید، مورخ آتنی و ژنرال نظامی آتن باستان در متن خود با عنوان «تاریخ جنگ پلوپونز» اظهار داشت که «ظهور آتن و ترس ناشی از این امر در اسپارت بود که جنگ را اجتناب ناپذیر می‌کرد»، هنگامی که یک قدرت در حال رشد (مانند آتن) جایگاه یک قدرت برتر مسلط را به چالش می‌کشد (مانند اسپارت) این اصطلاح را به کار می‌برد. آلیسون در کتاب «Destined for War» (در مسیر برخورد) در سال ۲۰۱۷ به‌طور قابل توجهی این اصطلاح را گسترش داد. او بر این اساس استدلال می‌کند که «چین و ایالات متحده در حال حاضر برای جنگ در مسیر برخورد قرار دارند».

## تعریف
این اصطلاح این تئوری را توصیف می‌کند که وقتی موقعیت قدرت بزرگ به عنوان هژمون توسط یک قدرت نوظهور تهدید می‌شود، احتمال قابل توجهی برای جنگ بین این دو قدرت وجود دارد یا به قول گراهام آلیسون:
دام توسیدید به عدم تحرک طبیعی و اجتناب ناپذیری اشاره دارد که وقتی یک قدرت در حال افزایش تهدید به جابجایی یک قدرت حاکم می‌کند … [و] هنگامی که یک قدرت در حال رشد تهدیدی برای جابجایی یک قدرت حاکم است، این همان قدرت ساختاری ناشی از آن به‌هم‌ریختگی است که یک برخورد شدید را می‌سازد، یک اتفاق نیست. 
برای پیشبرد بیشتر پایان‌نامهٔ خود، آلیسون یک مطالعه موردی را توسط مرکز علوم و امور بین‌الملل بلفر دانشگاه هاروارد انجام داد که در آن نشان داد از بین ۱۶ مورد تاریخی در رقابت یک قدرت نوظهور با یک قدرت حاکم، ۱۲ مورد آن به جنگ ختم شده‌است.

## تأثیر
این اصطلاح و استدلال‌های پیرامون آن در رسانه‌های بین‌المللی از جمله رسانه‌های دولتی چین و در میان سیاستمداران آمریکایی و چینی تأثیر داشته‌است. مطالعهٔ موردی این اصطلاح توسط آلن گریلی میسنهایمر که توسط انستیتوی مطالعات استراتژیک ملی، بازوی تحقیقات نظامی دانشگاه دفاع ملی منتشر شده، اظهار می‌دارد که «از زمان ورود به واژه‌نامه روابط بین‌الملل مورد توجه جهانی قرار گرفته‌است». بعلاوه، جاناتان مارکوس، خبرنگار دیپلماسی بی‌بی‌سی اظهارنظر کرد که کتاب گراهام آلیسون در دام توکیدیدس، Destined For War، «برای بسیاری از سیاست گذاران، دانشگاهیان و روزنامه نگاران به مطالعهٔ مورد نیاز تبدیل شده‌است.»

## روابط چین و ایالات متحده
این اصطلاح در اصل در رابطه با درگیری نظامی بالقوه بین ایالات متحده و جمهوری خلق چین استفاده شد. شی جین پینگ، رهبر برجسته چین، خود این اصطلاح را ذکر کرده و هشدار داده‌است که «همهٔ ما باید برای جلوگیری از افتادن به دام توکیدیدس با هم همکاری کنیم». این اصطلاح در سال ۲۰۱۸ به دلیل افزایش تنش‌های ایالات متحده و چین پس از اعمال تعرفه‌های رئیس‌جمهور آمریکا دونالد ترامپ بر نیمی از صادرات چین به آمریکا، که منجر به مجموعه‌ای از تشدید تلافی‌های اقتصادی شد، نفوذ بیشتری پیدا کرد.
دانشمندان غربی متذکر شده‌اند که تعدادی از مسائل فوری که دو ملت با هم اختلاف دارند وجود دارد که احتمال سقوط این دو قدرت در دام توکیدید را افزایش می‌دهد، از جمله استقلال [[دفاکتو]ی] تایوان، پلیس دیجیتال چین و استفاده از جاسوسی سایبری، سیاست‌های متفاوت در قبال کره شمالی، افزایش حضور دریایی چین در اقیانوس آرام و ادعاهای آن در مورد دریای جنوبی چین و حقوق بشر در سین کیانگ، تبت و هنگ کنگ. برخی نیز به ادغام قدرت توسط شی جین پینگ، اختلافات ظاهراً آشتی ناپذیر در ارزش‌ها و کسری تجارت به عنوان شواهد دیگری اشاره می‌کنند که ممکن است کشورها در دام توکیدید در حال سقوط باشند.

## انتقاد

### روابط چین و ایالات متحده
تعدادی از محققان از کاربرد دام توسیدیدس در روابط ایالات متحده و چین انتقاد کرده‌اند. به عنوان مثال، ریچارد هانانیا، یکی از محققان دانشگاه کلمبیا، اظهار داشت که هیچ دام توکیدید بین ایالات متحده و چین وجود ندارد، زیرا جاه‌طلبی‌های چین عمدتاً به مبارزه با مسائل داخلی محدود می‌شود، این بدان معنی است که چین تهدید قابل توجهی برای منافع ایالات متحده نیست. هو بو، استاد انستیتوی تحقیقات اقیانوس دانشگاه پکن و یکی از برجسته‌ترین استراتژیست‌های نیروی دریایی چین، به همین ترتیب گفته‌است که او اعتقاد ندارد توازن قدرت فعلی بین ایالات متحده و چین از فرضیه توکیدید پشتیبانی می‌کند. محققان دیگری مانند مورخ آرتور والدرون ادعا کرده‌اند که چین هنوز برای چنین درگیری بسیار ضعیف است، به ویژه به «آسیب‌پذیری‌های اقتصادی» چین و مهاجرت مردم چین به خارج از چین اشاره می‌کنند.
دیگران دام توکیدید را به عنوان قطعه‌ای عجیب و غریب از تاریخ باستان مورد تمسخر قرار داده‌اند که به ویژه آن را در دوران معاصر قابل استفاده نمی‌دانند. جیمز پالمر، معاون ویراستار امور خارجه در سیاست خارجی، در مقالهٔ "ای خدا، دیگر جنگ پلوپونزی نیست" دربارهٔ تله توکیدید نوشت: "درگیری‌های بین شهرهای شهر در یک پرتگاه اوراسیا در آب‌های خیز پس از ۲۰۰۰ سال پیش یک راهنمای غیرقابل اعتماد برای دنیای مدرن است. ژئوپلیتیک - و آنها از گسترهٔ وسیعی از تاریخ جهان غافل می‌شود که می‌تواند بسیار مهم‌تر باشد ". وی بعداً با تمسخر خاطر نشان کرد که توکیدید نباید «همان تسلط بر محققان روابط بین‌المللی را داشته باشد که هری پاتر برای خوانندگان هزار ساله انجام می‌دهد».
در مقابل عکس‌العمل آلیسون، جوزف اس. نای، دانشمند علوم سیاسی دانشگاه هاروارد، استدلال کرده‌است که نگرانی اصلی این است که خیزش چین منجر به یک دام توکیدید نشود، بلکه مسائل داخلی در داخل چین است که منجر به تضعیف چین در آنچه وی می‌نامد، می‌شود. «دام کیندلبرگر».
سرانجام، برخی متذکر شده‌اند که رسانه‌های تبلیغاتی دولت چین به منظور ترویج مجموعه ای از روابط قدرت که به نفع چین است، به دام دام توکیدید پرداخته‌اند.

### انتقادهای روش شناختی
تحقیقات گراهام آلیسون در حمایت از دام توکیدید نیز مورد انتقاد قرار گرفته‌است. جوزف اس. نای، دانشمند علوم سیاسی دانشگاه هاروارد، این ادعا را مطرح کرد که ۱۲ مورد از ۱۶ مورد تاریخی افزایش قدرت رقابت با یک قدرت حاکم، منجر به جنگ شده‌است، زیرا آلیسون موارد را اشتباه تشخیص می‌دهد. به عنوان مثال، او به پرونده جنگ جهانی اول اشاره می‌کند، که آلیسون آن را نمونه ای از آلمان در حال ظهور می‌داند که با بریتانیای جاافتاده رقابت می‌کند و می‌گوید که آلیسون عوامل جنگ جهانی اول را به درستی شناسایی نمی‌کند. مورخ آرتور والدرون به‌طور مشابه ادعا کرده‌است که آلیسون چندین درگیری را به اشتباه توصیف می‌کند. به عنوان مثال، او در مورد درگیری ژاپن و روسیه آلیسون می‌گوید: "ژاپن در حال افزایش قدرت در سال ۱۹۰۴ بود، در حالی که روسیه مدت‌ها بود تأسیس شده بود. آیا روسیه به دنبال پیش زدن از ژاپن بود؟ نه ناوگان تزار».
دیگران برداشت آلیسون از توکیدید را زیر سؤال برده‌اند. در یک مطالعه موردی برای انستیتوی مطالعات استراتژیک ملی، بازوی تحقیقات نظامی دانشگاه دفاع ملی، آلن گریلی میسنهایمر می‌گوید که "متن توکیدیدس از ادعای هنجاری آلیسون در مورد نتیجه" اجتناب ناپذیر "برخورد بین" افزایش "پشتیبانی نمی‌کند. و "قدرت" "قدرت" و این در حالی است که "توجه توکیدیدس را به خود جلب می‌کند و به دام رقابت‌های قدرت بزرگ می‌کشاند" اما "به عنوان یک ابزار ابتکاری یا یک ابزار پیش‌بینی در تجزیه و تحلیل وقایع معاصر از کار می‌افتد".

### جنگ پلوپونز
جوزف اس. نای، دانشمند علوم سیاسی دانشگاه هاروارد، استدلال کرد که گراهام آلیسون جنگ پلوونسی را سو mis تفاهم نمی‌کند، با این استدلال که این جنگ در حقیقت نتیجه افزایش آتن نبوده‌است که اسپارتا را به چالش می‌کشد. مورخ آرتور والدرون استدلال کرد که پروفسور دونالد کاگان از دانشگاه ییل و پروفسور فقید ارنست بادیان از دانشگاه هاروارد "مدتها پیش ثابت کرده‌اند که هیچ چیزی به نام" دام توکیدید "در مورد جنگ پلوپونز وجود ندارد.